# Nezahualpilli

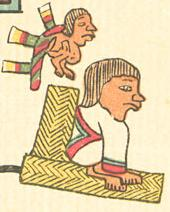
Darstellung des Nezahualpilli aus dem Codex Telleriano-Remensis.

Nezahualpilli (* 1464; † 1515) (Nahuatl: „hungernder Prinz“) war ein Herrscher (Tlatoani) der mesoamerikanischen Stadt Texcoco.
Er wurde nach dem Tod seines einflussreichen und legendären Vaters Nezahualcoyotl im Jahr 1473 als dessen Nachfolger gewählt. Wie sein Vater betätigte er sich als Dichter und besaß den Ruf eines gerechten Herrschers. Überliefert ist nur eines seiner Gedichte: „Icuic Nezahualpilli yc tlamato huexotzinco“ („Lied von Nezahualpilli während des Krieges mit Huexotzinco“).
Während seiner Herrschaft schaffte er die Todesstrafe ab und kämpfte für die politische Unabhängigkeit Texcocos.
Nach seinem Tod im Jahr 1515 folgte Nezahualpillis Sohn Cacamatzin (1483–1520) auf den Thron.